# Cheilanthes albomarginata
Aleuritopteris albomarginata là một loài thực vật có mạch trong họ Adiantaceae. Loài này được C.B. Clarke miêu tả khoa học đầu tiên năm 1880.